# Măgula
Măgula – wieś w Rumunii, w okręgu Prahova, w gminie Tomșani. W 2011 roku liczyła 2044 mieszkańców.